# 刘绍光
刘绍光（1897年—1990年），字子书，男，湖北嘉鱼人，中国药理学家，曾任中央药物研究所所长，中医研究院研究员。